# Adventure
Adventure (von englisch adventure game „Abenteuer-Spiel“) ist ein Computerspielgenre.

## Definition
Hauptprinzip des Adventures ist eine zugrundeliegende Geschichte. Im Vergleich zu anderen Genres ist das narrative Element eines Spiels beim Adventure am stärksten betont. Durch Erkundung und das Lösen von Rätseln wird diese Geschichte im Adventure erlebt. Fast immer sind Adventures Einzelspieler-Spiele.

### Abgrenzung
Je nach Ausgestaltung der Spielelemente kann der Übergang zum Action-Adventure oder zum Rollenspiel fließend sein. Üblicherweise nimmt der Spieler beim Rollenspiel Einfluss auf die Gestaltung und Entwicklung seines Spielcharakters, während beim Adventure die Story auf einen fest definierten Spielcharakter zugeschnitten ist und der Spieler Einfluss auf die Handlung nimmt. Der Ludohistoriker Jimmy Maher sieht in den Spielemedien der 1980er-Jahre eine Tendenz, Adventures gemeinsam mit Rollenspielen und Action-Adventures abzuhandeln, weil in allen drei Genres im Gegensatz zu anderen Genres die Spielhandlung im Vordergrund gestanden habe. Während der Spieler im Rollenspiel aber Entscheidungen aufgrund induktiver Schlussfolgerungen treffen muss, handelt er im Adventure basierend auf logischen Schlüssen. Das Adventure stellt in der Regel eine vorgefertigte Spielerfahrung mit spezifischen Lösungen für spezifische Situationen dar, während die Basis des Rollenspiels durch ein verschachteltes System aus Regeln und Beziehungen (zwischen Objekten und statistischen Werten) gebildet wird, woraus sich dann die Spielerfahrung speist.

## Geschichte
Seinen Ursprung hat das Genre im Erkundungsaspekt, namentlich in der Kartografie des 19. Jahrhunderts. Der Fokus der ersten Adventures, die in den späten 1970er- und frühen 1980er-Jahren entstanden, lag auf der Erkundung der Spielwelt, im Gegensatz zu eher technisch geprägten Spielprinzipien anderer Genres.

### Textadventures
Textadventures (deutsch: Textabenteuer) präsentieren das eigentliche Spielgeschehen in Textform und benutzen Grafiken und Soundeffekte entweder gar nicht oder als zusätzliche illustrative Elemente. Die Kommunikation zwischen Spieler und Spiel findet über einen Text-Parser statt. Anweisungen werden dabei in natürlicher Sprache über [die Tastatur eingegeben oder (wie beispielsweise in einigen Titeln von Legend Entertainment) aus vorhandenen Textbausteinen zusammengesetzt und anschließend vom Computer interpretiert. Man sucht sich also mit Hilfe von Kommandos wie „Rede mit Wirt“ oder „Nimm Schwert“ seinen Weg durch die fiktive Welt. In technischer Hinsicht sind sämtliche Objekte der Spielwelt als Variablen gespeichert, und in das Spiel sind Regeln einprogrammiert, wie sich die Spielwelt bei Verknüpfung zweier oder dreier durch Variablen repräsentierter Objekte zu verhalten hat.

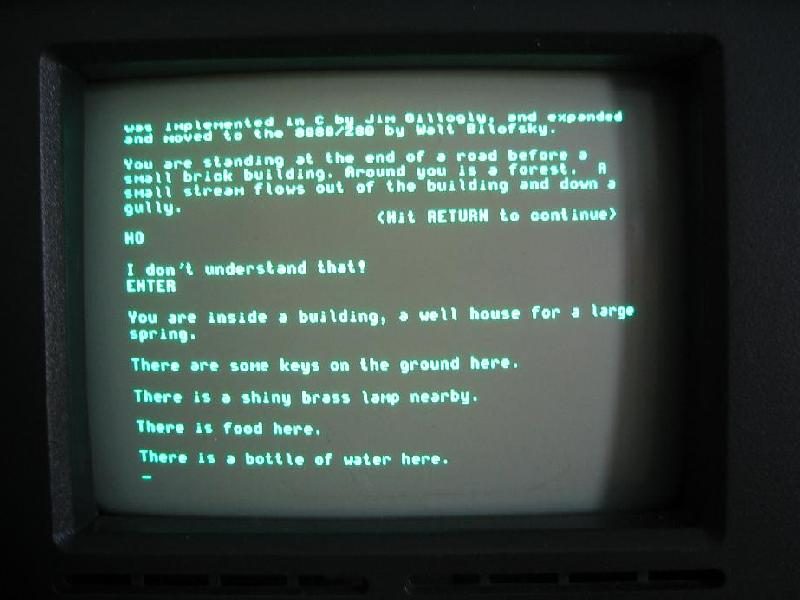
Das Adventure „ADVENT“ auf einem Osborne 1 um 1982

Das erste bekannte Spiel dieser Art war Adventure von William Crowther und Don Woods. Crowther hatte die ursprüngliche Version (eine virtuelle Höhlenbegehung noch ohne echte Spielelemente) 1972 für seine Kinder entwickelt und 1975 oder 1976 im Arpanet veröffentlicht; Woods baute das Programm zu einem Spiel um, indem er Rätsel und Fantasy-Elemente hinzufügte. Das später auch als ADVENT und Colossal Cave bekannt gewordene Spiel gilt heute als erstes bekanntes Adventure und gab dem Genre seinen Namen.
Ein Großteil der in den folgenden fünf Jahren entwickelten Adventures wurde an Universitäten entwickelt und folgte der inhaltlichen Vorgabe von Adventure, in einem zu erkundenden Gebiet Schätze zu finden. Zunächst waren Textadventures eine US-amerikanische Domäne; das erste europäische Adventure war das 1978 in Cambridge entwickelte Acheton, mit 403 Räumen das damals umfangreichste Adventure der Welt. Die Autoren von Acheton, darunter Jonathan Partington, machten ihre Entwicklungsumgebung frei zugänglich. Partington war später an der Universität Cambridge Tutor von Graham Nelson, der das Genre Textadventure unter dem Namen Interactive Fiction in den 1990er-Jahren wiederbelebte. Das erste Adventure, das nicht in einem Höhlensystem spielte, war das 1979 an der Carnegie Mellon University entwickelte Haunt, das das Spielprinzip der Schatzsuche in ein altes Herrenhaus verlegte und erstmals eine nennenswerte Hintergrundgeschichte einführte. Es gab jedoch auch frühere Vertreter wie Wander (etwa 1974). Die ersten Adventures für die neuen Heimcomputer veröffentlichte Scott Adams, der mit dem ab 1978 von ihm vertriebenen Spiel Adventureland das erste kommerziell erhältliche Adventure auf den Markt brachte. Bekannt für ihre Text-Adventures, insbesondere die Zork-Serie, war in den 1980er-Jahren die US-amerikanische Firma Infocom. Weitere Unternehmen dieser Zeit waren Adventure International (gegründet von Scott Adams), Sierra On-line, Level 9 und Magnetic Scrolls.

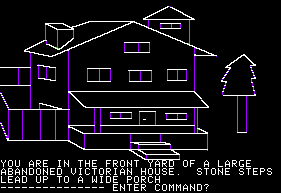
Screenshot von Mystery House

1980 veröffentlichte das neu gegründete Unternehmen „On-line Systems“ (später: Sierra On-line) der Eheleute Ken und Roberta Williams mit Mystery House das erste Adventure mit grafischen Elementen, die sich aber noch auf einfache Strichzeichnungen beschränkten. Spielerisch handelte es sich dabei noch um eine Mischform, bei der die Bilder hauptsächlich zur besseren Anschaulichkeit der Umgebung eingesetzt wurden. Nach einigen weiteren Titeln derselben Machart gelang der Firma 1984 mit King’s Quest schließlich der Durchbruch: Erstmals wurde der Spieler in einem Adventure grafisch durch eine Spielfigur repräsentiert, die er mit Hilfe der Pfeiltasten durch die virtuelle Umgebung steuern konnte. Abgesehen von der Navigation der Spielfigur funktionierte die Interaktion mit dem Computer allerdings wie zuvor: Für jede Interaktion mussten Textkommandos über die Tastatur eingegeben werden.
Die textbasierten Grafik-Adventures des Unternehmens Trillum (später: Telarium) betonten Mitte der 1980er-Jahre die Nähe zur Literatur und setzten stark auf klassische erzählerische Elemente. Ihre Grafiken dienten vorwiegend illustrativen Zwecken, waren teilweise aber auch funktional (zum Beispiel Abbildung von Gegenständen, die der Spieler an sich nehmen oder nach denen er andere Spielcharaktere fragen konnte). Die Spielentwicklung in Zusammenarbeit mit etablierten Schriftstellern – so schrieb etwa der Science-Fiction-Autor Ray Bradbury für das auf seinem gleichnamigen Roman basierende Adventure Fahrenheit 451 eine spezielle Einleitung – führte zu inhaltlich komplexen, interaktiven Geschichten. Eine Gerichtssimulation (Perry Mason: The Case of the Mandarin Murder) bot dem Spieler, der als fiktiver Strafverteidiger Perry Mason agierte, variantenreiche Dialoge mit Nicht-Spieler-Charakteren und unterschiedliche Möglichkeiten der Spielbeendigung. Insgesamt zeichneten sich die Telarium-Adventures einerseits durch teilweise innovative Interaktionsmöglichkeiten aus; andererseits war ihr Anspruch häufig höher als das, was tatsächlich in einem Computerspiel der damaligen Zeit umsetzbar war. Die gewünschte Realitätsnähe ließ sich aufgrund der Hardware-Beschränkungen in den 1980er Jahren, aber auch wegen genereller Strukturprobleme der textbasierten Interactive Fiction, nicht immer einlösen.
Im kommerziellen Bereich spielen Textadventures zumindest außerhalb Japans praktisch keine Rolle mehr, da sie bereits in den 1980er-Jahren von Grafik-Adventures abgelöst wurden. Es bildete sich aber eine Gemeinde von Hobbyentwicklern, die bis heute neue Spiele dieser Art entwickelt. Mit dem Aufkommen zugänglicher Programmiersprachen wie TADS (1988) oder Inform (1993) wurde das Erstellen eigener Textadventures deutlich erleichtert, da keine Hardwarekenntnisse mehr erforderlich waren. Um dem teilweise hohen literarischen Niveau moderner Textadventures gerecht zu werden und die prinzipielle Verwandtschaft zur gedruckten Literatur zu verdeutlichen, wird diese Gattung auch als Interactive Fiction (kurz: IF) bezeichnet, eine ursprünglich von Infocom für ihre eigenen Spiele eingeführte Bezeichnung. Die Spiele reichen dabei von klassischen Rätselsammlungen mit eher nebensächlicher Handlung bis zu einer Form experimenteller Literatur, die nur noch wenig mit den alten Konventionen des Genres gemein hat. Die Entwickler- und Spielerszene veranstaltet regelmäßige Wettbewerbe wie etwa die Interactive Fiction Competition. Dabei werden meist jährlich die besten Amateur-Entwicklungen prämiert und zum kostenlosen Download bereitgestellt.
Eine umfassende Aufstellung von Textadventures ist in der Liste von Textadventures zu finden.

### Point-and-Click-Adventures

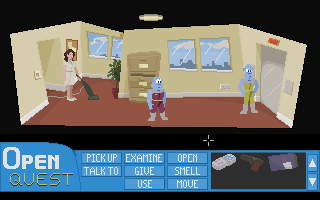
OpenQuest, eine Entwicklerdemo, die ursprünglich in Adventure Game Studio entwickelt wurde.

Die entscheidende Weiterentwicklung vom Textadventure mit oder ohne Standgrafiken hin zum reinen Grafik-Adventure fand 1984 statt: Im für den Apple Macintosh entwickelten Adventure Enchanted Scepters der kalifornischen Firma Silicon Beach Software konnten alle benötigten Befehlskomponenten mit Hilfe von Drop-Down-Menüs zusammengestellt werden. Das im Folgejahr erschienene Déjà Vu: A Nightmare Comes True von ICOM Simulations verfügte bereits über Schaltflächen für das Vokabular sowie ein grafisch dargestelltes Spielerinventar. Lucasfilm Games veröffentlichte 1986 mit Labyrinth sein erstes Grafik-Adventure, das bereits Ansätze des später sehr erfolgreichen Interaktionssystems SCUMM zeigte.
Große Popularität erreichte das neue, Point-and-Click (deutsch zeige und klicke) genannte Steuerungskonzept, als Lucasfilm Games 1987 mit Maniac Mansion sein erstes Spiel veröffentlichte, das auf dem SCUMM-System aufbaute. Ein großer Bildausschnitt zeigt darin eine Szene aus der Spielwelt, in der der Spieler sein Alter Ego mit Mausklicks umhersteuern kann. Die Interaktion mit der Umgebung funktioniert über eine Reihe von Verben im unteren Bildschirmbereich, die mit den Objekten aus der Spielszene zu einfachen Sätzen zusammengeklickt werden können (z. B. „Öffne Tür“, „Benutze Schlüssel mit Tür“).
LucasArts entwickelte die SCUMM-Technologie in den folgenden Jahren weiter und nutzte sie für Spiele wie Zak McKracken, die Monkey-Island-Reihe und Sam & Max, die zu ihrer Zeit äußerst beliebt und erfolgreich waren und auch heute noch eine große Fangemeinde besitzen.

### DieMyst-Ära
Eine weitere Vereinfachung des Benutzerinterfaces fand ab 1993 statt, als die Brüder Robyn und Rand Miller ihr Spiel Myst veröffentlichten. Myst stellt das Geschehen aus der Ich-Perspektive dar und kam völlig ohne Verben oder andere komplexe Interaktionsmodelle aus. Ein einfacher Klick in die Umgebung reichte, um durch die Spielwelt zu navigieren und mit ihr zu interagieren. Der Titel zeichnete sich, wie seine Nachfolger, durch lange Produktzyklen, hohe Produktionswerte und aufwändige 3D-Grafiken mit einkopierten gefilmten Schauspielern aus. Das Spielerlebnis basiert im Wesentlichen darauf, die Umgebungen zu erkunden, ihre Funktionsweise zu entschlüsseln und logisch kombinierend abstrakte Rätsel zu lösen. Dabei offenbart sich dem Spieler Stück für Stück eine komplexe Mythologie, die auch in mehreren Romanen fortgeführt wurde. Anders als bis dahin üblich übernahm der Spieler in Myst nicht die Rolle eines vorgefertigten Charakters, sondern repräsentierte sich selbst, was durch das Verwenden der Egoperspektive ermöglicht wurde.
Die Myst-Reihe zählt bis heute zu den bestverkauften Spieleserien der Computergeschichte, auch wenn die jüngsten Ableger nicht mehr so erfolgreich wie die Vorgänger waren. Dieser Erfolg hat dazu geführt, dass in den Jahren nach 1993 viele Konkurrenten ähnliche Produkte auf den Markt gebracht haben. Diese oft als „Myst-Klone“ bezeichneten Spiele konnten dem Vorbild aber nie den Rang ablaufen. Obwohl sich bis heute eine treue Fangemeinde erhalten hat, führt das spezielle Konzept der Reihe immer wieder zu harscher Kritik von Spielern, die keinen Reiz in derartigen Titeln sehen.

### Tod eines Genres?
Ende der 1980er- und zu Beginn der 1990er-Jahre waren Adventures sehr populär. Neben LucasArts und Sierra bedienten weitere Firmen den Markt: die Westwood Studios schufen mit ihrer Serie The Legend of Kyrandia ihre eigene Fantasy-Welt, die Gobliiins von Coktel Vision führten in mehreren Teilen durch knifflige Fantasy-Szenen und Simon the Sorcerer von Adventure Soft kopierte das Erfolgsrezept der LucasArts-Klassiker.
Dann begann jedoch die immer ausgefeiltere Technik neue Spieltypen hervorzubringen: Ego-Shooter wie Doom oder Quake revolutionierten die Spielewelt, während Versuche, das bereits relativ ausgereifte Adventure-Genre durch weitere Innovationen voranzutreiben, oft an der fehlenden Akzeptanz der Spieler scheiterten. Dazu kam, dass die immer jünger werdende Zielgruppe weniger kopflastige Spiele bevorzugte. So stagnierte der Adventure-Markt, während der Gesamtmarkt explosionsartig wuchs. Nach den Veröffentlichungen des von Kritikern hoch gelobten Grim Fandango von LucasArts (ein kommerzieller Misserfolg) und Funcoms The Longest Journey in den Jahren 1998 und 1999 schien das Genre endgültig von der Bildfläche zu verschwinden. Namhafte Firmen wie Sierra und LucasArts verabschiedeten sich vollständig aus ihrem traditionellen Marktsegment.

### Aufschwung im neuen Jahrtausend
Zurzeit ist jedoch wieder ein Aufschwung zu erkennen. Es erscheinen immer mehr hochwertige Adventures, die teilweise auch wieder nennenswerten kommerziellen Erfolg haben. Begonnen hat diese Entwicklung mit der Veröffentlichung von Runaway, das nach dem Erscheinen in seinem Herkunftsland Spanien zunächst drohte, in der Konkursmasse des ehemaligen Publishers zu verschwinden, dann aber im Jahr 2002 doch noch von dtp entertainment in Deutschland veröffentlicht wurde und schließlich auch in anderen Ländern erscheinen konnte. Im Anschluss haben sich international Dreamcatcher Interactive und im deutschsprachigen Raum dtp des Genres angenommen und jedes Jahr mehrere Adventures veröffentlicht.
Seit dem kommerziell ungewöhnlich erfolgreichen Runaway sind beispielsweise mit dem düsteren Horror-Spiel Black Mirror, dem poetischen Syberia-Doppel des Comic-Zeichners Benoît Sokal oder den in Deutschland entwickelten Titeln The Moment of Silence, Ankh und Geheimakte Tunguska wieder hochwertige Adventures erschienen, die sowohl von der Fachpresse als auch von vielen Spielern positiv aufgenommen wurden. Doch auch wenn der Trend zu mehr und besseren Adventures zurzeit (2012) anhält, fristet das Genre weiterhin ein Nischendasein: die Budgets sind erheblich geringer als bei mehrheitsfähigeren Genres wie den Ego-Shootern und die Verkaufszahlen geringer.

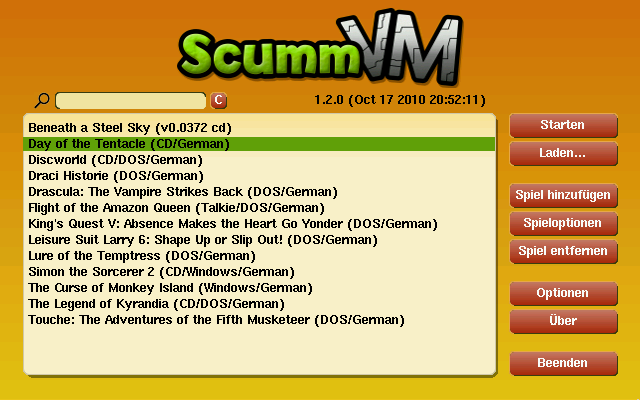
Startmenü von ScummVM in deutscher Sprache

Viele der Adventure-Klassiker laufen nicht mehr problemlos auf modernen Rechnern. Frühe Adventures waren noch für Computersysteme wie den Commodore 64 oder den Commodore Amiga entwickelt, die seit Ende der 1990er-Jahre nicht mehr gebräuchlich sind. Für diese muss man größtenteils Emulatoren einsetzen, um sie heute noch spielen zu können. Ein Open-Source-Projekt namens ScummVM arbeitet mit Erfolg daran, eine freie Engine für die alten LucasArts-Adventures zur Verfügung zu stellen, damit diese auch auf modernen Systemen gespielt werden können. Inzwischen werden mehr Spiele von dem System unterstützt, die nicht auf der SCUMM-Technologie basieren.

## Randbereiche des Genres
In der jüngeren Adventure-Geschichte stellte sich die Frage nach den Grenzen des Genres. Mehrfach erschienen Spiele mit teilweise radikalen Innovationen und schufen völlig neue Spielerlebnisse, die in die üblichen Klassifikationssysteme nur schwer einzuordnen sind.
2003 erschien mit In Memoriam eine CD, die angeblich von dem Entführer zweier Journalisten als rätselhafte Spur zu seinem Versteck veröffentlicht wurde. Der Spieler musste nun in einer Kombination aus Geschicklichkeitsspielen und Rätseln, die mit Hilfe von realer Internetrecherche gelöst werden konnten, das Geheimnis des fiktiven Entführers lüften.
2005 stellte Quantic Dream sein Spiel Fahrenheit fertig, das wie ein interaktiver Film mit Echtzeit-3D-Grafik inszeniert war und eine komplexe Science-Fiction-Geschichte erzählte. Anders als bei Adventures üblich bestand Fahrenheit im Wesentlichen aus verschiedenen Geschicklichkeitsprüfungen, weswegen manche Spieler den Titel nicht als Adventure sehen.
Neben den Innovationen sind es auch immer mehr Mischformen aus Adventure, Action-Adventure, Rollenspiel und anderen Spielarten, die die Genregrenzen weiter aufweichen. So verbindet Psychonauts von Spieldesigner Tim Schafer, der zuvor für Klassiker wie Day of the Tentacle oder Vollgas verantwortlich war, Elemente aus Adventures und 3D-Jump’n’runs. Eine Abgrenzung der Adventures von anderen Spielen ist damit heute noch schlechter möglich als in den 1980ern.

## Amateur-Szene

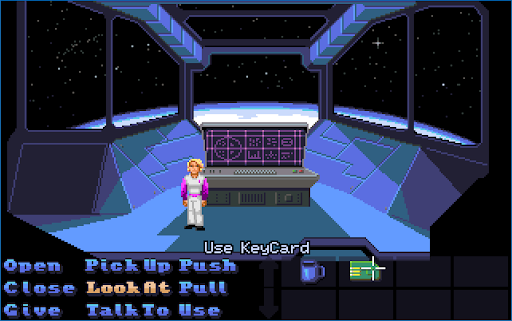
Eine Vorlage um eigene Spiele im Stil von Thimbleweed Park mittels Adventure Game Studio zu erstellen.

Als Reaktion auf den Ausstieg vieler Firmen aus dem Adventuresektor haben sich viele Fans die Entwicklung eigener Adventures, sogenannter Fan-Adventures, vorgenommen. Diese werden entweder von Grund auf selber programmiert oder mit geeigneten Entwicklungsumgebungen zusammengestellt. Beispiele für – ebenfalls von Privatleuten programmierte – grafische Entwicklungsumgebungen für Adventures sind, unter anderem, das Adventure Game Studio, die Wintermute Engine, das Point & Click Development Kit und das deutschsprachige Visionaire Studio.

## Sackgassen
In den ersten Jahren der Adventures gab es in Adventures häufig Sackgassen, also Spielsituationen, in denen das Spiel nicht mehr lösbar ist. Der Spieler hat nur noch die Möglichkeit das Spiel neu zu starten oder einen alten Spielstand zu laden. Da die meisten Spieler Sackgassen als frustrierend empfinden, werden sie in heutigen Adventures vermieden. Zu unterscheiden sind hierbei Sackgassen, von denen der Spieler nicht weiß, dass er sich darin befindet, und Spielabbrüche mittels Game Over.
Bei den frühen Textadventures wie etwa Zork waren Sackgassen ein wesentliches Element, um die Spieltiefe zu erhöhen. Auch mit Aufkommen der ersten Grafikadventures waren Sackgassen weiterhin ein übliches Stilmittel, insbesondere bei den ersten Teilen der Sierra-On-Line-Reihen King’s Quest, Space Quest oder Leisure Suit Larry. Der Spieler muss sich mit der Frage beschäftigen, ob eine frühere Handlung einen Einfluss auf das aktuelle Rätsel hat. Aus der Unsicherheit, ob das Spiel überhaupt noch lösbar ist, muss häufig ein alter Spielstand geladen oder das komplette Spiel neu gestartet werden, um eine andere Aktion auszuprobieren. Eine einzelne Aktion kann das Spiel zwar im Detail beeinflussen, aber das Gros des Handlungsstrangs bleibt unverändert, sodass der Spieler oft lange Spielabschnitte wiederholt spielen muss.
Das 1989 erschienene Codename: ICEMAN geht noch einen Schritt weiter und bezichtigt den Spieler als Cheater, wenn er eine Würfelszene durch Laden eines Spielstands mehr als zweimal wiederholt – das Spiel wird anschließend auf den Beginn des Würfelspiels zurückgesetzt.
Um die Spieler nicht mit unfairen Spielsituationen zu frustrieren, nahmen die Entwickler ab Ende der 1980er Jahre allmählich Abstand von absichtlichen Sackgassen. In den Adventures Maniac Mansion (1987) und Zak McKracken (1988) von Lucasfilm Games gibt es zwar noch einige absichtliche Sackgassen, sie sind im Vorfeld jedoch meistens als solche zu erahnen. Wird eine Spielfigur hingegen von einem Bösewicht gefangen, so kann sie – bei beiden Spielen – wieder freikommen. Einige Sackgassen ergeben sich durch eine Spielkonstellation, die der Entwickler im nicht-linearen Handlungsablauf entweder nicht hinreichend bedacht oder in Kauf genommen hat.
Etwa seit Anfang der 1990er-Jahre vermeiden Adventure-Entwickler üblicherweise Sackgassen, so etwa in den Monkey-Island-Spielen (ab 1990) oder Myst (ab 1993), wobei hier außerdem im regulären Spielverlauf auch keine Game-Over-Situationen auftreten. Dies ist jedoch nicht unbedingt die Regel: so ist es etwa in der Reihe Baphomets Fluch (ab 1996) oder in Fahrenheit (2005) möglich, dass die Spielfigur stirbt und das Spiel somit beendet ist. Teilweise kann die Szene, die zum Tod der Spielfigur geführt hat, sofort wiederholt werden ohne den Spielfortschritt zu verlieren. Bereits im 1993 erschienenen Leisure Suit Larry 6 gab es einen Try-again-Dialog, mit dem eine tödliche Aktion widerrufen werden konnte.

## Japanische Adventures

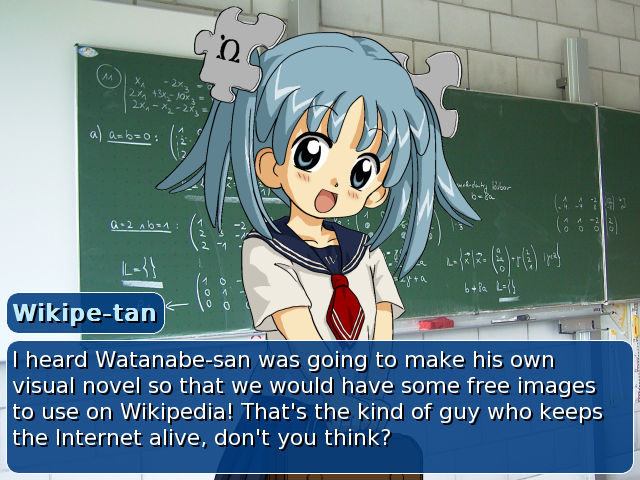
Typisches Erscheinungsbild von japanischen Adventures

Japanische Adventures gehören in Japan seit Jahrzehnten zu den bestverkauften Spielen. Diese machen 70 % aller Computerspieltitel in Japan aus. Einige (kommerzielle als auch fanbasierte) sind so erfolgreich, dass Romane, Hörspiele, Manga oder Anime zu ihnen erscheinen. Außerhalb Japans sind sie jedoch so gut wie gar nicht präsent.
Der Großteil sind Textadventures ohne Verbsystem mit Illustrationen im Anime-Stil. Viele von ihnen sind eher interaktive Romane, deren Fokus – im Gegensatz zu ihren westlichen Gegenstücken – mehr auf der Handlung liegt, denn auf Puzzles und dergleichen. Daher beschränkt sich die Interaktion mit dem Spiel auf Nachfragen des Spiels bei bestimmten Entscheidungspunkten wie weiter verfahren werden soll, aus denen der Nutzer auswählt bzw. verzichtet auch ganz auf diese. Die Handlung besitzt häufig einen starken romantischen Aspekt. In den elektronischen Versionen von Spielbüchern kann der Leser durch Entscheidungen ebenfalls eine textuell dargestellte Geschichte beeinflussen.
Es gibt jedoch auch die „klassischen“ Point-and-Click-Grafikadventures mit Puzzleanteilen, wie Hotel Dusk: Room 215.

## Bekannte Adventures

### Bedeutende Serien
| Zeitraum | Name                        | Entwickler                           | Kommentar |
| -------- | --------------------------- | ------------------------------------ | --- |
| Ab 1979  | Zork                        | Infocom                              | Bekannteste Textadventure-Serie, spätere Spiele enthalten Grafiken. |
| Ab 1984  | King’s Quest                | Sierra On-Line                       | Kreiert von Roberta Williams. King’s Quest I ist eines der ersten Grafikadventures. |
| Ab 1987  | Leisure Suit Larry          | Sierra On-Line                       | Schlüpfrige Abenteuer von Al Lowe mit Kultfigur Larry Laffer. |
| Ab 1989  | Indiana Jones               | LucasArts                            | Grafikadventures mit dem berühmten Archäologen. Indiana Jones and the Last Crusade kam im Jahr 1989 heraus und Indiana Jones and the Fate of Atlantis erschien im Jahr 1992. Es folgten noch zwei Action Adventures mit dem Namen Indiana Jones und der Turm von Babel (1999) und Indiana Jones und die Legende der Kaisergruft (2003)                                                                            |
| Ab 1990  | Monkey Island               | LucasArts                            | Kultserie um den Möchtegern-Piraten Guybrush Threepwood. Der 1. Teil The Secret of Monkey Island erschien 1990, der 2. Teil Monkey Island 2: LeChuck’s Revenge 1991, der 3. Teil The Curse of Monkey Island 1997 und der 4. Teil Escape from Monkey Island im Jahr 2000. 2009 wurde die Serie von Telltale Games weitergeführt und deren 5. Teil kam unter dem Namen Tales of Monkey Island in 5 Episoden heraus. |
| Ab 1992  | The Legend of Kyrandia      | Westwood Studios                     | Dreiteilige Abenteuerserie um Hofnarren und Zauberer. |
| Ab 1993  | Gabriel Knight              | Sierra On-Line                       | Mystery-Abenteuerserie von Jane Jensen. |
| Ab 1993  | Myst                        | Cyan Worlds, Broderbund              | Erfolgreichste Adventure-Serie, umstrittenes Spielprinzip. |
| Ab 1993  | Simon the Sorcerer          | Adventure Soft                       | Zaubererabenteuer im Stil von Monkey Island. |
| Ab 1993  | Sam & Max                   | LucasArts, Telltale Games            | Basiert auf dem Comic-Duo von Steve Purcell. Das erste Spiel wurde 1993 von LucasArts herausgebracht. Ab 2006 erschienen neue Abenteuer von Telltale Games, diesmal im Episodenformat und mit 3D-Grafik. |
| Ab 1996  | Baphomets Fluch             | Revolution Software                  | Abenteuerserie im Indiana-Jones-Stil. |
| Ab 1997  | Atlantis                    | Cryo                                 | Am meisten verbreitete Serie von Ego-Adventures nach Myst. |
| Ab 1997  | To Heart                    | Leaf                                 | Teil 1 prägte maßgeblich die Erogē und verhalf den Visual Novels zum Durchbruch. |
| Ab 1999  | The Longest Journey         | Funcom                               | Futuristisches Fantasy-Abenteuer um Realität und Traumwelt von Ragnar Tørnquist, das seine Fortsetzung 2006 in Dreamfall: The Longest Journey erlebte. Die Fortsetzung der Serie Dreamfall Chapters wird derzeit im Episoden-Format veröffentlicht. |
| Ab 2002  | Syberia                     | Microïds                             | Klassisches Abenteuer von Benoît Sokal. |
| Ab 2002  | Higurashi no Naku Koro ni   | 07th Expansion                       | Japanische Fanadventure-Reihe, die sich mehr als 500.000-mal verkaufte und als Fernsehserien und Kinofilme adaptiert wurde. |
| Ab 2003  | Runaway                     | Péndulo Studios                      | Teil 1 hat maßgeblich zum Aufschwung des Genres in den letzten Jahren beigetragen. Bisher sind drei Teile erschienen. |
| Ab 2004  | Black Mirror                | Future Games                         | Klassisches Adventure um ein geheimnisvolles Schloss. Teil 2 erschien im September 2009. Teil 3 erschien im Februar 2011. |
| Ab 2005  | Ankh                        | Deck13                               | Wurde von der Branche zum „Besten Deutschen Spiel 2005“ gewählt. 2006 erschien der zweite, Ende 2007 der dritte Teil der Reihe. |
| Ab 2005  | Bone: Out from Boneville    | Telltale Games                       | Populärstes Beispiel für eine Serie von Adventures, die episodenweise über das Internet vertrieben wird. |
| ab 2006  | Geheimakte Tunguska         | Animation Arts, Fusionsphere Systems | Sehr erfolgreiche Mystery-Adventureserie aus deutscher Produktion, der 2. Teil Geheimakte 2: Puritas Cordis erschien 2008. Der 3. Teil der Serie Geheimakte 3 ist 2012 erschienen. |
| ab 2006  | Blackwell                   | Wadjet Eye Games                     | Adventureserie im Retrostil über eine übersinnlich begabte Journalistin. Der fünfte und letzte Teil erschien 2014. |
| 2008     | Edna & Harvey               | Daedalic Entertainment               | Erfolgreiches klassisches Adventure aus Deutschland. Teil 1: Edna bricht aus, Teil 2: Harveys neue Augen. |
| ab 2009  | The Book of Unwritten Tales | King Art                             | deutsches 3D-Adventure mit zahlreichen Auszeichnungen. The Book of Unwritten Tales: Die Vieh Chroniken erschien im Jahr 2011, The Book of Unwritten Tales 2 2015. |
| ab 2012  | Deponia                     | Daedalic Entertainment               | bisher erfolgreichste deutsche Adventure-Trilogie, der 2. Teil Chaos auf Deponia erschien im Herbst desselbigen Jahres, der 3. Teil Goodbye Deponia erschien im Jahr 2013 und der vierte Teil Deponia Doomsday im Jahr 2016. |
| ab 2012  | The Walking Dead            | Telltale Games                       | Episodische Adventure-Reihe, die den Fokus auf das Treffen von Entscheidungen legt, welche den Spielverlauf beeinflussen. Die zweite Staffel erschien 2013 und seit 2015 wird an einer dritten Staffel gearbeitet. |
| ab 2015  | Life Is Strange             | Dontnod Entertainment                | In Episoden eingeteilte Adventure-Reihe über das Erwachsenwerden. 2017 erschien das Prequel, Life Is Strange: Before the Storm, bei Deck Nine Games. Ein weiterer Teil mit dem Titel Life Is Strange 2 erschien im September 2018. Die dazugehörige Demo mit dem Titel The Awesome Adventures of Captain Spirit erschien bereits im Juni 2018.                                                                    |

### Wichtige Einzelspiele
| Jahr | Titel                                   | Entwickler              | Kommentar |
| ---- | --------------------------------------- | ----------------------- | --- |
| 1975 | Adventure                               | William Crowther        | Erstes Text-Adventure. |
| 1978 | Adventureland                           | Scott Adams             | Erstes Text-Adventure für Heimcomputer. |
| 1980 | Mystery House                           | Sierra On-Line          | Erstes Adventure mit grafischen Elementen. |
| 1982 | The Hobbit                              | Melbourne House         | Nach J. R. R. Tolkien. |
| 1985 | Déjà Vu: A Nightmare Comes True         | ICOM Simulations        | Auf der innovativen MacVenture-Engine entwickelt, gilt es als das erste Point-and-Click-Adventure und inspirierte viele spätere Spiele wie Maniac Mansion.                             |
| 1986 | Murder on the Mississippi               | Activision              | Grafik-Adventure mit Joystick-Steuerung, bei der man die Aktionen aus einem kontextsensitiven Menü auswählt.                                                                           |
| 1987 | Maniac Mansion                          | LucasFilm Games         | Führte das SCUMM-System ein und inspirierte mit Humor und Interface viele spätere Adventures.                                                                                          |
| 1988 | Zak McKracken and the Alien Mindbenders | LucasFilm Games         | Zweites SCUMM-Spiel, das besonders in Deutschland viele Fans fand. |
| 1990 | Das Stundenglas                         | Weltenschmiede          | Eines der wenigen erfolgreichen deutschsprachigen Text-Adventures. |
| 1990 | Loom                                    | LucasFilm Games         | Innovatives Fantasy-Adventure, das über Noten mit dem Spieler kommuniziert. |
| 1991 | Cruise for a Corpse                     | Delphine Software       | Erstes Adventure mit flüssigen Vektorgrafiken. |
| 1993 | Day of the Tentacle                     | LucasArts               | Führte neuen Comic-Stil bei LucasArts ein; Fortsetzung von Maniac Mansion. |
| 1993 | The 7th Guest                           | Trilobyte               | Wegweisendes Grusel-Puzzle-Spiel für die Einführung und schnelle Verbreitung der CD-ROM.                                                                                               |
| 1994 | Beneath a Steel Sky                     | Revolution Software     | Science-Fiction-Adventure, mit dem Revolution Software zu großer Bekanntheit kam. |
| 1995 | Vollgas                                 | LucasArts               | Rocker-Abenteuer mit Actioneinlagen. |
| 1995 | The Dig                                 | LucasArts               | Ernsthaftes Science-Fiction-Adventure. |
| 1996 | Toonstruck                              | Virgin Interactive      | Mischung aus derbem Humor, bunter Comic-Grafik und dem abgefilmten Christopher Lloyd in der Hauptrolle.                                                                                |
| 1996 | Normality                               | Gremlin Interactive     | Witzige Zukunftsvision mit Parallelen zu George Orwell. Mit seiner Doom-ähnlichen Grafik ist Normality das erste echte 3D-Adventure.                                                   |
| 1997 | The Last Express                        | Broderbund              | Innovation durch Echtzeit-Ablauf der Geschichte. |
| 1997 | Blade Runner                            | Westwood Studios        | Aufwändiges Spiel zum Film. |
| 1998 | Grim Fandango                           | LucasArts               | Führte neues Steuerungskonzept in LucasArts-Adventures ein. |
| 1998 | Sanitarium – Der Wahnsinn ist in Dir    | ASC Games               | Adventure im surrealen Stil. |
| 1999 | Discworld Noir                          | Perfect Entertainment   | Ein auf der Scheibenwelt angesiedeltes, sehr an Film Noir erinnerndes Adventure. |
| 1999 | Kanon                                   | Key                     | Ren’ai-Adventure, das auf Grund seines Erfolges zweimal als Fernsehserie umgesetzt wurde.                                                                                              |
| 2000 | Tsukihime                               | TYPE-MOON               | Sehr umfangreiches Fan-Adventure, das sich außergewöhnlich gut in Japan verkaufte. |
| 2000 | Air                                     | Key                     | Erfolgreiches Ren’ai-Adventure, das als Fernsehserie und Kinofilm umgesetzt wurde. |
| 2004 | The Moment of Silence                   | House of Tales          | Seit einigen Jahren das erste große Adventure, das in Deutschland entwickelt wurde. |
| 2005 | Fahrenheit                              | Quantic Dream           | Interaktiver Film in Echtzeit-3D. |
| 2007 | Jack Keane                              | Deck13                  | Klassisches deutsches Adventure, das an Monkey Island erinnert. |
| 2009 | Machinarium                             | Amanita Design          | Adventure ohne ein gesprochenes Wort aber phantastischer Spielewelt. |
| 2010 | A New Beginning                         | Daedalic Entertainment  | Klassisches Adventure, welches beim Deutschen Computerspielpreis zum besten deutschen Spiel 2011 gekürt wurde.                                                                         |
| 2014 | Broken Age                              | Double Fine Productions | Zweigeteiltes Spiel, welches durch eine Crowdfunding-Kampagne auf Kickstarter finanziert wurde und viel Aufmerksamkeit für Adventure-Spiele erzeugte. Die zweite Hälfte erschien 2015. |